# Nitassinan
Nitassinan (en innu-aimum,  ᓂᑕᔅᓯᓇᓐ) es la patria ancestral de los innu, un pueblo indígena del este de Quebec y Labrador, Canadá. Nitassinan significa "nuestra tierra" en el idioma innu. El territorio cubre la porción oriental de la península del Labrador. Evidencias arqueológicas muestran presencia indígena desde hace 8,000 años con ocupación regular y continua del territorio por ancestros innu por 3,500 años.
Desde el punto de vista del acuerdo de principio firmado entre algunas Primeras Naciones Innu de Quebec y los gobiernos federal y provincial, Nitassinan corresponde al territorio ancestral de los Innu sobre el cual tienen ciertos derechos, mientras que el territorio que poseen por derecho propio es el Innu Assi.
La zona era conocida como Markland entre el nórdico groenlandés, y sus habitantes eran conocidos como Skræling.

## Geografía
El territorio tradicional de los innu incluye la península de Quebec-Labrador desde la taiga del río San Lorenzo de la Côte-Nord hasta la tundra interior en los alrededores de la Bahía de Ungava. Nitassinan se encuentra casi en su totalidad en el bosque subártico. Con la excepción de las tierras áridas del norte, donde la tundra se vuelve más predominante, el territorio de Nitassinan consta de bosques de abetos negros, abetos balsámicos y abedules intercalados con pantanos y afloramientos de granito.: 32  Con la presencia de varias cadenas montañosas y cuencas hidrográficas, Nitassinan es una tierra ambientalmente diversa a pesar de tener menos biodiversidad en comparación con los territorios más al sur.

## Historia
Los innu han vivido en Nitassinan durante 8000 años. Desde hace 400 años, los colonos europeos ocupan el territorio, principalmente para la explotación de los recursos naturales.

## Comunidades innu
| Población de los innu (montagnais) de Quebec en diciembre de 2015 | Población de los innu (montagnais) de Quebec en diciembre de 2015 |            |               |
| Comunidades                                                       | Total                                                             | residentes | no residentes |
| ----------------------------------------------------------------- | ----------------------------------------------------------------- | ---------- | ------------- |
| Pessamit (betsiamitas)                                            | 3925                                                              | 2893       | 1032          |
| Essipit (Les Escoumins)                                           | 214                                                               | 514        | 260           |
| Unamen Shipi (El Romano)                                          | 1161                                                              | 1116       | 45            |
| Mashteuiatsh (Pointe-Bleue)                                       | 6562                                                              | 2085       | 4447          |
| Matimekosh (Schefferville)                                        | 964                                                               | 847        | 117           |
| Ekuantshit (Mingan)                                               | 662                                                               | *          | *             |
| Nutashkuan ( Natashquan )                                         | 1097                                                              | 1003       | 94            |
| Pakua Shipi (San Agustín)                                         | 363                                                               | *          | *             |
| Uashat Mak Mani-Utenam ( Sept-Îles / Moisie )                     | 4532                                                              | 3506       | 1026          |
| Innus (Total)                                                     | 19,955                                                            | 12616      | 7339          |

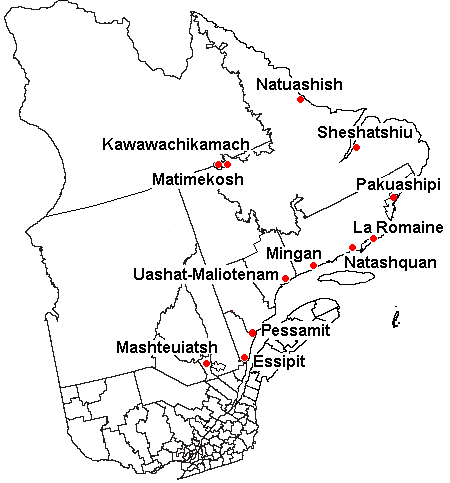
Pueblos innu de Quebec y Labrador

Los innu se dividen en 13, once en Quebec y dos en Labrador.: 31 

### Quebec
- Kawawachikamach (pueblo Naskapi)

#### Consejo Tribal Mamuitun
- Matimekush - Lac-John (Schefferville)
- Mashteuiatsh (Pointe-Bleue, en la orilla occidental del lago Saint-Jean)
- Essipit (Les Escoumins)
- Pessamit (betsamitas)
- Uashat mak Mani-utenam (Sept-Îles y Malioténam)

#### Grupo Mamit Innuat
En la costa norte inferior
- Mingan (Minganie)
- Nutashkuan (Minganie)
- Unaman-shipu o La Romaine (reserva india) (Golfo de Saint-Laurent)
- Pakuat-shipu (Golfo de San Lorenzo)

### Labrador
- Sheshatshiu (Happy Valley-Goose Bay)[1]: 33
- Natuashish (anteriormente Utshimassit, en Davis Inlet)

## Reclamación global
Las negociaciones sobre las reivindicaciones integrales de los innu en relación con Nitassinan se dividen en dos mesas de negociación: el de Mamuitun y el de Mamit Innuat. Las negociaciones tienen como objetivo confirmar y respetar los derechos de los innu y hacerse cargo de su futuro colectivo en relación con las naciones canadiense y quebequense. Aunque las negociaciones no tiene alcance legal ya que es un marco que define la dirección general con miras a la futura firma de un tratado, definen, administrativamente, los límites de Nitassinan. Este último fue firmado entre los gobiernos de Canadá y Quebec y las Primeras Naciones de Mamuitun. Por su parte, las Primeras Naciones Mamit Innuat aún no han llegado a un acuerdo. En principio, el acuerdo define en realidad dos territorios que serán creados y reconocidos tras la firma del tratado: Nitassinan e Innu Assi. Nistassinan es el territorio ancestral de los Innu sobre el que ejercerán ciertos derechos, mientras que los Innu Assi serán el territorio bajo la jurisdicción de Quebec del que los Innu tendrán plena propiedad.